# Vanadium(III)bromide
Vanadium(III)bromide (VBr3) is een anorganische verbinding van vanadium en broom. Het is een grijs-bruine corrosieve vaste stof, die zowel in water als in THF oplosbaar is. In dit laatste oplosmiddel vormt het een rood-bruin complex.

## Synthese
Vanadium(III)bromide wordt bereid door vanadium(IV)chloride te laten reageren met waterstofbromide:
{\displaystyle \mathrm {2\ VCl_{4}\ +\ 8\ HBr\longrightarrow \ 2\ VBr_{3}\ +\ 8\ HCl\ +\ Br_{2}} }
Tijdens de reactie wordt het onstabiele vanadium(IV)bromide (VBr4) gevormd, dat bij kamertemperatuur ontleedt in vanadium(III)bromide en dibroom.